# André Bégouin
Pour les articles homonymes, voir Bégouin.
André Bégouin, né le 1er décembre 1903 à Réaux (Charente-Inférieure) et mort le 22 novembre 1966 à Bordeaux (Gironde), est un homme politique français.

## Biographie
fils d'un cultivateur et propriétaire terrien, André Begouin, après son baccalauréat, préparé au collège Grand Lebrun de Bordeaux, obtient un diplôme d'ingénieur agricole et prend la direction de l'exploitation familiale.
Mobilisé dès le début de la seconde guerre mondiale, il est fait prisonnier et détenu en Allemagne pendant plusieurs années.
Sa carrière politique commence à la Libération : en 1945, il est élu maire de Réaux, et rejoint le petit Parti Paysan dirigé par Paul Antier.
Parallèlement, il s'investit dans les organisations agricoles, devant président de la Chambre d'agriculture de Charente-Maritime, du Syndicat des producteurs de Pineau et de la FDSEA.
En 1956, il est en tête de la liste « Union des indépendants et paysans » pour les élections législatives en Charente-Maritime, et obtient 11,7 % des voix, ce qui lui permet d'être élu député.
A l'Assemblée, il est relativement discret, suit les consignes de vote de son groupe, et, bien qu'il dépose quelques textes relatifs aux questions viticoles, son travail parlementaire n'est guère remarqué.
Lors des élections législatives de 1958, il se présente dans la circonscription de Saintes et Jonzac, avec l'investiture du CNIP, où il affronte un autre sortant, le socialiste Roger Farraud. Arrivé en tête au premier tour, il est élu au second avec 35,2 % des voix dans une quadrangulaire, le candidat gaulliste Roger Bras s'étant maintenu.
Membre du groupe des indépendants et paysans d'action sociale, Begouin n'intervient que très peu dans les débats de l'Assemblée.
Il prend par ailleurs de plus en plus de distances avec la ligne politique de la direction du CNIP. Il se prononce ainsi pour l'autodétermination de l'Algérie, et suit Paul Reynaud, Raymond Mondon et Aimé Paquet qui appellent à voter « oui » au referendum du 8 janvier 1961.
Bien qu'il vote la motion de censure contre le gouvernement Georges Pompidou, ses positions semblent suffisamment proches de celles du pouvoir pour que les gaullistes ne lui opposent pas de candidat lors des élections législatives consécutives à la dissolution de l'assemblée nationale, en 1962.
Recueillant 48 % des voix au second tour, il est battu par le radical Daniel Daviaud, soutenu par la SFIO et qui bénéficie du désistement du candidat communiste.
Cet échec marque la fin de sa carrière parlementaire. Il reste cependant maire de Réaux jusqu'en 1965.

## Détail des fonctions et des mandats
Mandats parlementaires
- 2 janvier 1956 - 8 décembre 1958 : Député de la Charente-Maritime
- 30 novembre 1958 - 9 octobre 1962 : Député de la 4e circonscription de la Charente-Maritime